# Xe tăng hạng nhẹ

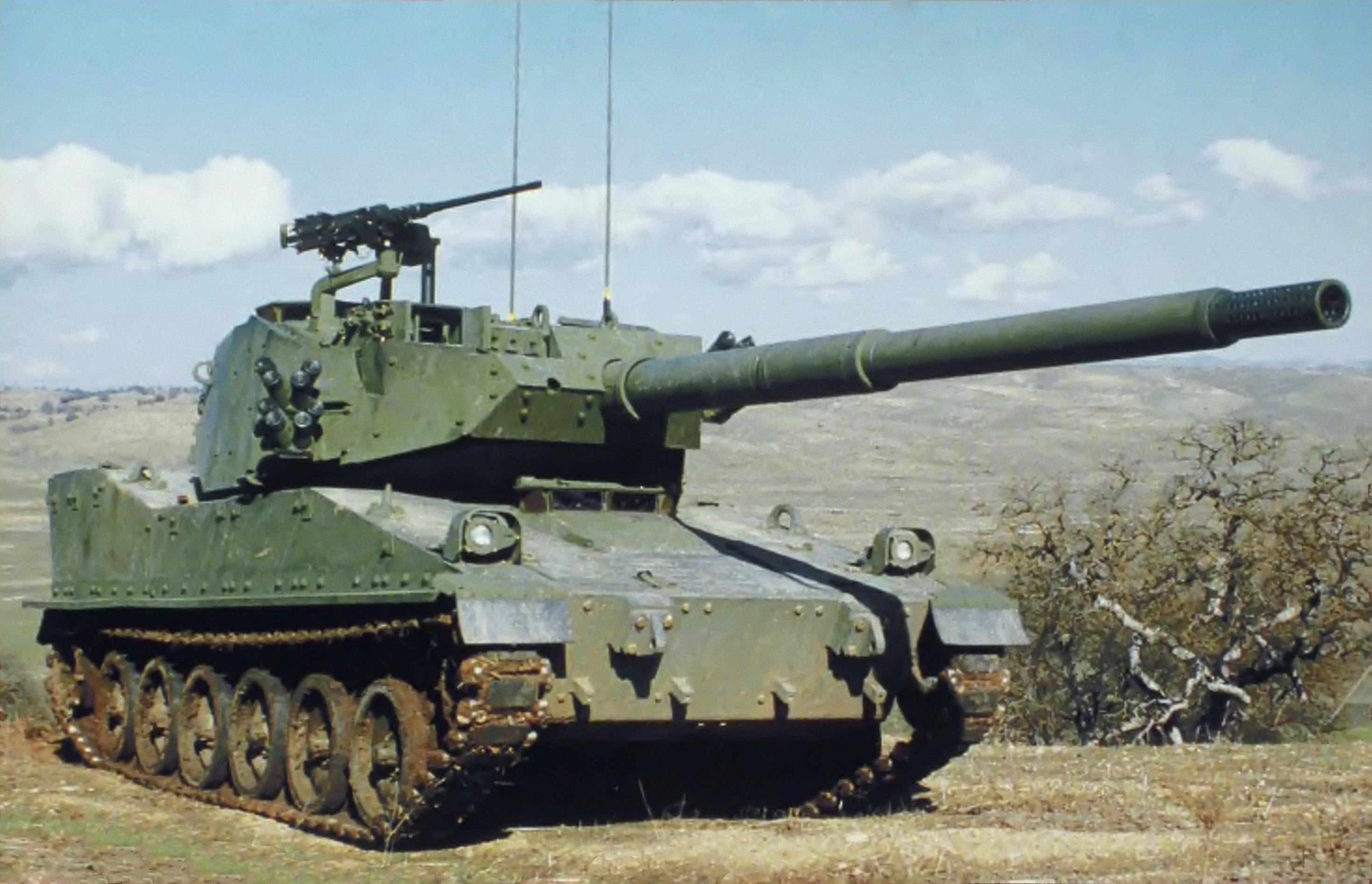
Xe tăng hạng nhẹ M8 với pháo 105 mm

Tăng hạng nhẹ là một trong các biến thể đầu tiên của xe tăng, được thiết kế cho việc di chuyển nhanh và thường dùng trong việc trinh sát hoặc hỗ trợ cho lực lượng viễn chinh, lúc mà tăng chủ lực (MBT) cần hỗ trợ. Những chiếc xe tăng hạng nhẹ đời đầu thường được trang bị vũ khí và bọc giáp tương tự như một xe bọc thép, sử dụng khung gầm bánh xích để di chuyển trên mọi địa hình nhất định.
Sự nhanh nhẹn của những chiếc tăng hạng nhẹ là tính năng chính đã được quan tâm tới vào trước chiến tranh thế giới thứ hai, lúc đó nó được mong đợi là sẽ dùng để phá và xuyên thủng đội hình địch mà trước đó thường dành cho những chiếc tăng hạng trung và tăng hạng nặng làm. Một số lượng xe tăng nhỏ đã được thiết kế và làm nhỏ (nhẹ) lại, được phát triển khi đó và được biết tới với nhiều cái tên khác nhau như  "xe tăng siêu nhẹ".
Một vài loại tăng hạng nhẹ vẫn còn được sử dụng khi tăng chủ lực (MBT) phát triển và nó được dùng trong nhiều vai trò khác nhau như hỗ trợ không vận, lực lượng lội nước và trinh sát. Những kiếu xe nâng cấp của những xe chiến đấu bộ binh IFVs thì thường dùng trong vai trò lực lượng dự bị để trực tiếp sử dụng, rẻ hơn khi thay thế, phát triển và dàn trận một chiếc thuần tăng nhẹ.

## Lịch sử

### Chiến tranh thế giới thứ nhất

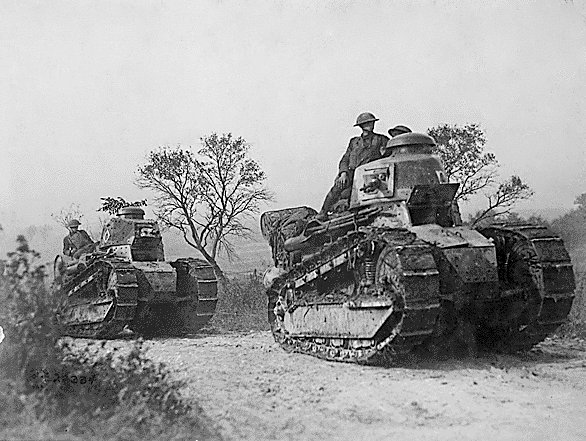
Xe tăng hạng nhẹ Renault FT của quân đội Mỹ

Trong Chiến tranh thế giới thứ nhất, quá trình công nghiệp hoá là tiền đề cho sự phát triển nhanh chóng các loại khí tài quân sự. Ngành công nghiệp ô tô của Pháp, vốn đã quá quen thuộc trong lĩnh vực sản xuất hàng loạt và có nhiều kinh nghiệm trong việc thiết kế các loại xe cộ, vào năm 1916 đã cho ra mắt thành công một mẫu thiết kế xe tăng hạng nhẹ khả dụng, một dòng xe vốn bị người Anh xem nhẹ và gạt qua một bên. Đó là hãng Renault với mẫu xe tăng hạng nhẹ FT, xe sử dụng bánh xích với các bề mặt được thiết kế để leo dốc hiệu quả, và là chiếc tăng đầu tiên có tháp pháo quay được một vòng quanh thân. Thực tế cho thấy, chiếc FT được đánh giá là chiếc xe tăng hiện đại đúng nghĩa, kiểu dáng của xe là nguyên mẫu cho hầu hết những thiết kế sau này: kíp lái ngồi ở phía trước; súng chính được lắp trên một tháp pháo có khả năng quay xung quanh thân; động cơ phía sau. Những chiếc tăng trước đó là "tăng hộp", chỉ có một không gian duy nhất cho toàn bộ các bộ phận máy móc, kíp chiến đấu, đạn dược và khoang lái. Chiếc FT có số lượng lớn nhất trong cuộc chiến tranh với 3,700 chiếc được chế tạo (hầu hết vào năm 1918), nhiều hơn tất cả các xe tăng của Anh và Đức cộng lại.

### Giữa hai cuộc thế chiến

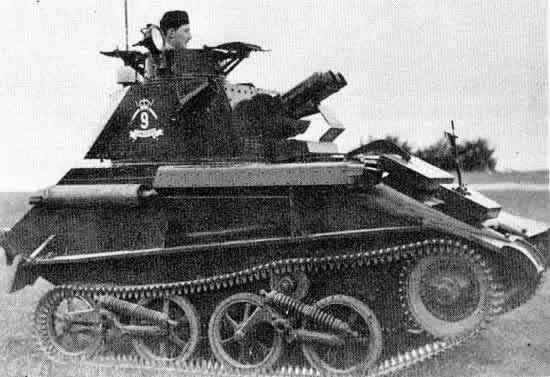
Xe tăng hạng nhẹ Mk V của Anh

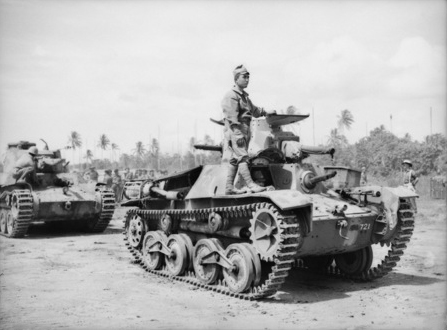
Xe tăng Type 95 Ha-Go tại New Britain sau khi là lính Nhật đầu hàng.

Chiếc tăng siêu nhẹ Carden Loyd và những chiếc tương tự đã được trang bị tại nhiều quốc gia với vai trò là một loại phương tiện chiến đấu bánh xích cỡ nhỏ, vũ trang bằng súng máy để phòng vệ trong nhiều năm. Trong thời kỳ mà ngân sách dành cho các hoạt động quân sự bị hạn chế, tăng siêu nhẹ chính là một phương án lựa chọn hợp lý bởi giá thành tương đối rẻ của chúng. Đến năm 1928, Công ty Vickers-Armstrong của Anh đã phát triển một chiếc tăng có trọng lượng 6 tấn dựa trên thiết kế của John Carden và Vivien Loyd. Mặc dù bị quân đội Anh quốc từ chối, một số lượng nhỏ các xe này đã được mua bởi nhiều quốc gia khác. Và nó là sự định hình cơ bản của chiếc tăng T-26 (khoảng 10,000 chiếc) và tăng Ba Lan 7TP, có ảnh hưởng đến chiếc tăng Ý là Fiat M11/39. Quân đội Anh đã không sử dụng thiết kế tăng hạng nhẹ nói trên, thay vào đó lại dùng một phiên bản được phát triển từ xe tăng siêu nhẹ Carden-Loyd làm tiền đề cho loạt xe tăng hạng nhẹ của mình và chúng được sử dụng trong các mục đích chính trị đế quốc và viễn chinh. Khi thiết kế xe tăng đã phù hợp cho việc lắp ráp nhanh chóng, nó đã trở thành nhân tố chính để nước Anh dẫn đầu cho việc mở rộng chiến tranh.
Nhìn chung, xe tăng Pháp của những năm 1930 được thiết kế mang tính đột phá, vỏ giáp tốt và ít chịu ảnh hưởng từ thiết kế của các nước khác. Tuy nhiên, những chiếc tăng hạng nhẹ thường thiếu hỏa lực và hầu hết những chiếc tăng Pháp bất lợi bởi chỉ có một người trên tháp pháo, kể cả những mẫu tăng có kích thước lớn hơn như Char B. Điều này khiến các trưởng xe đảm nhiệm quá nhiều việc khi phải vừa chỉ đạo kíp lái; đôi khi chỉ đạo cả lực lượng bộ binh tùng thiết, lại vừa phải tự ngắm bắn và nạp đạn trên tháp pháo. Thiếu radio trên xe tăng hạng nhẹ đã không được xem là một thiếu sót quan trọng, bởi vì học thuyết chiến tranh bấy giờ của Pháp chủ yếu xoay quanh việc hành tiến chậm rãi, vận động chiến một cách thận trọng để bám sát kế hoạch ban đầu. Nhiệm vụ của các chỉ huy là thực thi kế hoạch, chứ không phải thay đổi, bổ sung hay điều chỉnh để giành quyền chủ động trong tác chiến. Năm 1939, một nỗ lực hơi muộn đã làm tăng sự linh hoạt và số lượng của radio.
Xuyên suốt giai đoạn giữa cuộc chiến, nước Mỹ chỉ sản xuất vài trăm chiếc xe tăng. Từ chiến tranh thế giới thứ nhất tới năm 1935, chỉ 15 chiếc được chế tạo. Hầu hết là sao chép dựa theo mẫu của các nước khác hoặc yếu kém trong khâu tự thiết kế và vật liệu. Thiết kế của Christie tốt hơn vài điểm so với các thiết kế khác, thế nhưng quân đội Mỹ chỉ trang bị 3 chiếc Christie và không theo đuổi ý tưởng này xa hơn. Hạn chế về ngân sách và mức ưu tiên thấp cho quân đội làm giảm bớt tài nguyên để nghiên cứu chế tạo xe tăng. Quân đội Mỹ thay vào đó đã phát triển và thử nghiệm những bộ phận như hộp số, bánh xích, và hệ thống truyền động. Những hoạt động này đã mang lại hiệu quả tích cực khi nổ ra chiến tranh thế giới thứ hai.

### Chiến tranh thế giới thứ hai

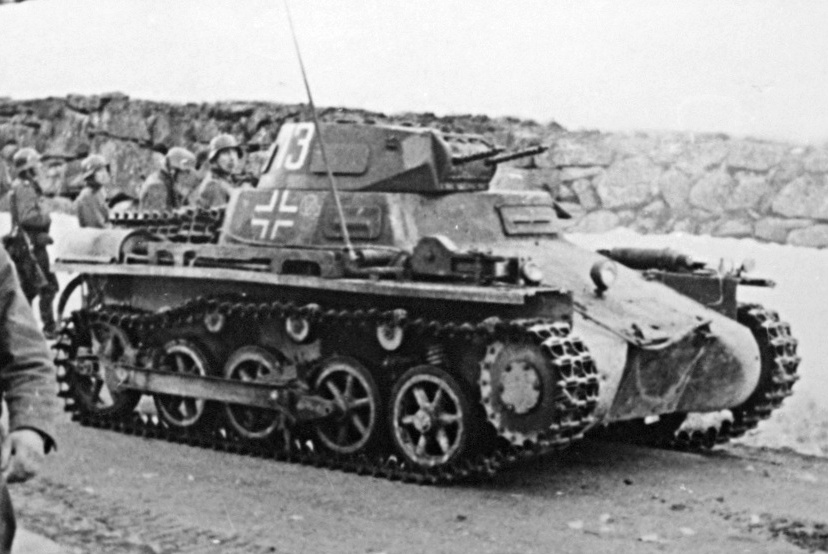
Tăng hạng nhẹ của Đức Panzer I trong cuộc xâm lược Nauy

Tăng BT của Liên Xô có thiết kế tốt nhất trong thập niên 1930, rất nhanh và gắn pháo 45 mm có sơ tốc đầu nòng lớn. Hạn chế duy nhất là động cơ xăng thường dễ bắt lửa, và điều đó đã được chứng thực trong trận Nomonhan từ tháng 5 tới tháng 9 năm 1939. Tăng hạng nhẹ của Nhật Type 95 Ha-Go được trang bị động cơ diesel và mặc dù được trang bị một khẩu pháo 37 mm, sơ tốc đầu nòng thấp khiến tầm bắn hiệu quả của pháo chỉ khoảng 700 mét. Tuy nhiên, những cuộc xung đột này góp phần vào sự phát triển của chiếc tăng hạng trung T-34 nổi tiếng.
Lực lượng thiết giáp của Đức là Panzer đã không thực sự nổi bật lúc bắt đầu cuộc chiến. Trong cuộc xâm lược Ba Lan và Pháp, quân Đức đã hầu như chỉ có tăng hạng nhẹ Panzer I và Panzer II. Chiếc Panzer I chỉ khá hơn một chiếc xe thiết giáp dùng để huấn luyện một chút và cũng chỉ có súng máy, Panzer II thì có pháo 20 mm. Biên chế trong các sư đoàn tăng-thiết giáp của Đức cũng bao gồm những mẫu tăng hạng nhẹ của Tiệp Khắc như Panzer 35(t) và Panzer 38(t).
Người Mỹ khởi đầu quá trình thiết kế xe tăng hạng nhẹ của họ với mẫu M2. Những chiếc tăng này có phần cơ khí đáng tin cậy với sự cơ động tốt. Tuy nhiên hình chiếu của nó quá cao và cũng chỉ có một số ít các xe M2 được tung ra mặt trận. Mẫu M3 Stuart là dòng được cải tiến từ xe tăng M2 với vỏ giáp tốt hơn và pháo 37 mm. Chiếc tăng hạng trung mới được sản xuất vào năm 1940 là M2A1. Tuy nhiên M2A1 lại là một thiết kế kém với giáp mỏng và quá cao. 
Chiếc M3 Stuart được sử dụng để yểm trợ bộ binh và xung kích ở mặt trận Bắc Phi, nhưng nó đã nhanh chóng chuyển sang chức năng trinh sát một khi các xe tăng hạng trung bắt đầu được sử dụng. Quá trình phát triển của tăng hạng nhẹ trong chiến tranh cuối cùng đã dẫn đến các mẫu xe M5 và M24 Chaffee.
Người Anh đã rút những mẫu thiết kế tăng hạng nhẹ ra khỏi biên chế lực lượng tăng - thiết giáp của mình ngay từ đầu cuộc chiến, nhưng lại sử dụng một vài thiết kế sau này cho các cuộc đổ bộ lưỡng thê và không vận. Nhìn chung thì người Anh thường sử dụng xe bọc thép cho các hoạt động trinh sát và do đó thiết kế tăng hạng nhẹ cuối cùng, chiếc Mk VIII "Harry Hopkins" chỉ được sản xuất với số lượng nhỏ.
Người Nhật sử dụng khá hiệu quả các mẫu tăng hạng nhẹ do chúng hoạt động tốt hơn nhiều so với các kiểu tăng có thiết kế to hơn, khi phải tiến hành chiến tranh ở các địa hình rừng núi rậm rạp.

### Chiến tranh Lạnh

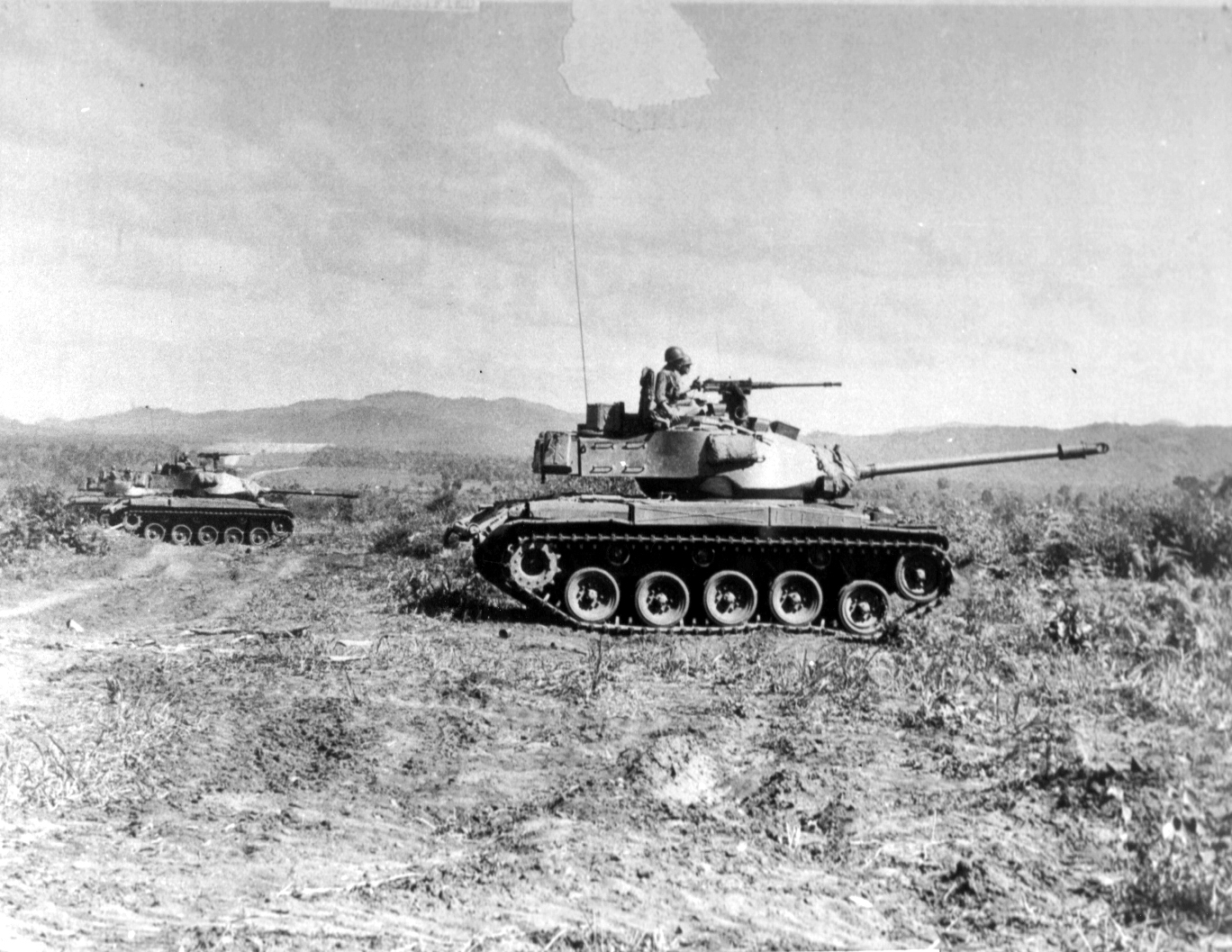
Xe tăng hạng nhẹ M41 Walker Bulldog của Việt Nam Cộng hòa trong một cuộc tập trận.

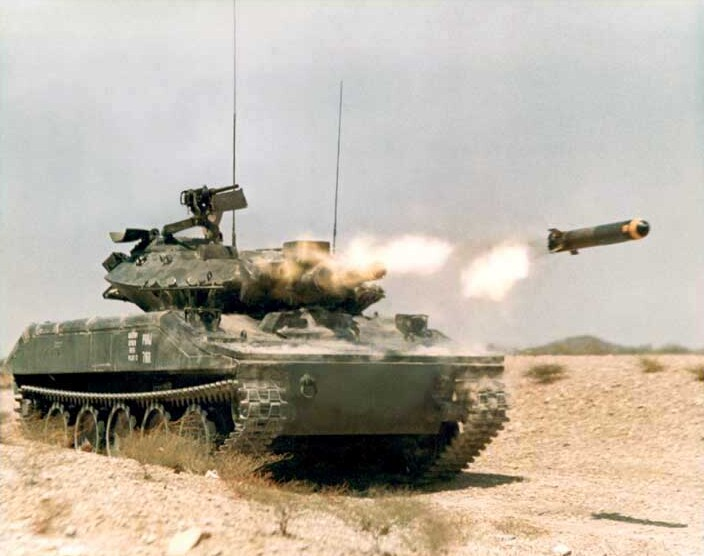
Tên lửa bắn ra từ một chiếc M551 Sheridan

Tăng hạng nhẹ tiếp tục được chế tạo nhưng với số lượng rất giới hạn đóng vai trò lội nước trinh sát, hỗ trợ những đơn vị không quân và lực lượng phản ứng nhanh, không dùng để đối mặt với kẻ thù. Tăng Liên Xô PT-76 là loại tăng nhẹ chuyên dụng dùng để lội nước với đầy đủ sức mạnh hoả lực để đương đầu với những phương tiện trinh sát khác. Phía Mỹ đã bày ra một số nhỏ những chiếc M41 Walker Bulldog với pháo tốc hành 76 mm và vỏ giáp tốt hơn, nhưng nó bị giới hạn về tầm bắn và quá nặng cho không vận. Chiếc M551 Sheridan của Mỹ có sức mạnh và điểm yếu tương tự nhưng cũng có thể thả dù và hệ thống dù tầm thấp (LAPES).
Tăng FV101 Scorpion, một dòng biến thể về hoả lực của xe chiến đấu trinh sát có bánh xích, nó thay thế cho xe thiết giáp phục vụ trong nước Anh đã được mô tả là loại tăng hạng nhẹ và được bán đến nhiều nước nhỏ hơn.

### Sau Chiến tranh Lạnh
Tăng hạng nhẹ như PT-76 tiếp tục giữ một vai trò nhỏ trong chiến tranh xe tăng, mặc dù nhiều chiếc đang mất dần, những chiếc xe bọc thép nhẹ, rẻ và nhanh hơn được ưa chuộng. Tăng hạng nhẹ vẫn dùng để lấp vào một vị trí quan trọng trong nhiều đội quân, đặc biệt với những quốc gia với lực lượng không quân không có tài nguyên và tài chính cho tăng chủ lực (MBT). Nó góp phần quan trong hơn xe tăng hạng nặng ở Đông Nam Á và nhiều quốc gia kém phát triển. Kích cỡ của tăng hạng nhẹ cho phép di chuyển qua rừng rậm nhiệt đới và trọng lượng thấp giảm hẳn nguy cơ mắc trong bùn. Điều này làm cho tăng hạng nhẹ được khuyên dùng cho hỗ trợ bộ binh trong những quốc gia vùng xích đạo. Tăng hạng nhẹ hậu chiến tranh lạnh gồm có Stingray và M8 AGS, và tăng hạng nhẹ dựa trên những xe bọc thép bộ binh như CV90120T của Thụy Điển, 2S25 Sprut-SD của Liên bang Nga và ASCOD LT 105 của Áo - Tây Ban Nha. Xe chiến đấu cơ động Kiểu 16 của Nhật Bản là một xe tăng hạng nhẹ thực thụ đảm nhiệm vai trò hỗ trợ hỏa lực trong phản ứng nhanh và ở các địa hình bất lợi. Với xu hướng gần đây là nhỏ và nhẹ hơn trong những phương tiện nhiều chức năng, một vài quốc gia đã bắt đầu thử nghiệm với tăng hạng nhẹ như trường hợp tăng Ba Lan PL-01 hay Hoa Kỳ với M10 Booker.

## Thiết kế tăng hạng nhẹ hiện đại

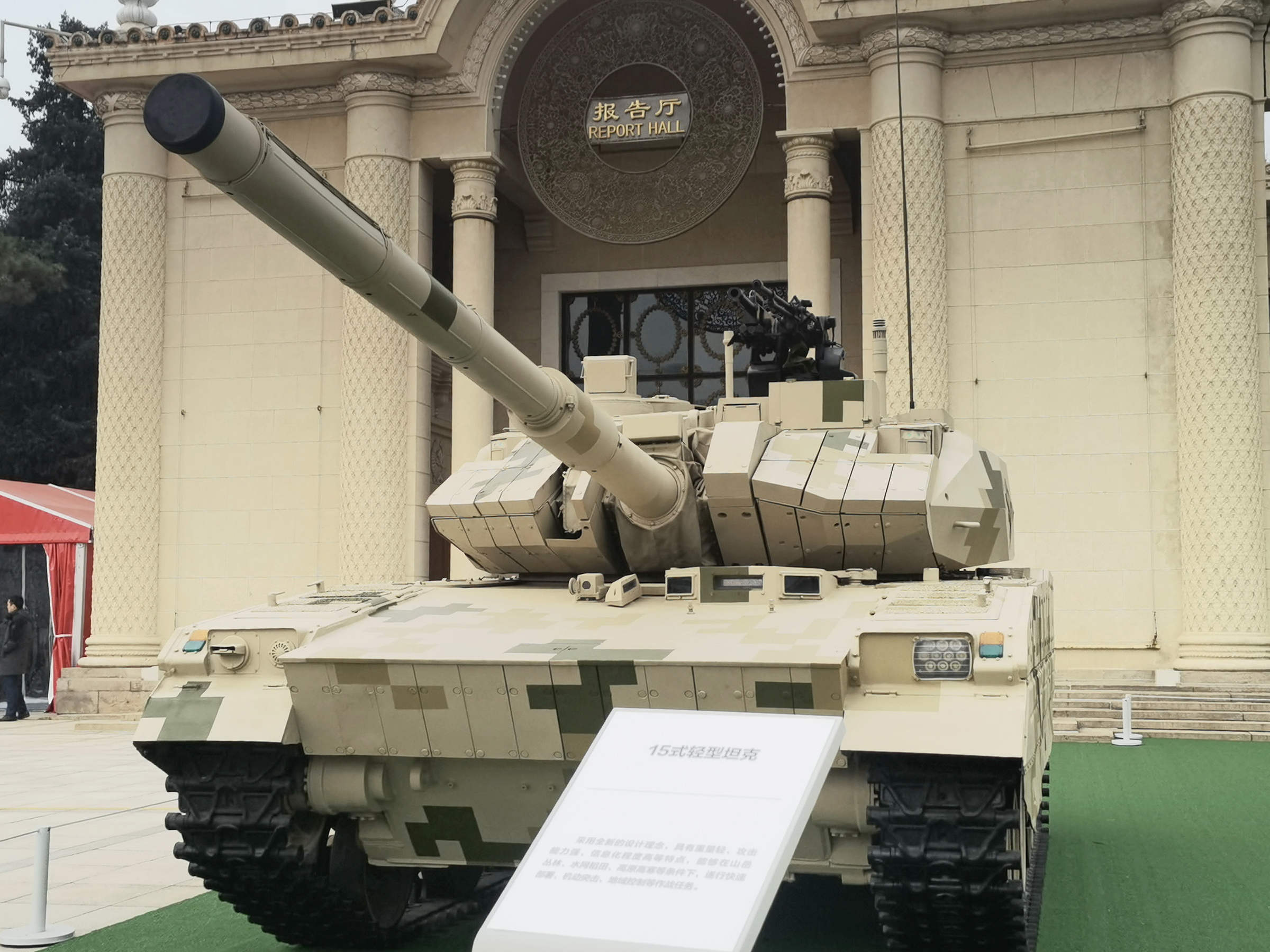
Xe tăng hạng nhẹ ZTQ-15 của Trung Quốc

### Phòng thủ
Thông thường, giáp bọc trong những loại tăng cùng loại thì có tiêu chuẩn như nhau, thỉnh thoảng dày hơn ba lần.
Vỏ ngoài hình dẹt là rất cần thiết để tăng lội nước và lướt qua mặt phẳng của nước không bị lún với vỏ giáp hình chữ V. Điều này được đưa vào chế tạo vỏ giáp ngang bụng có thể áp dụng trên những chiếc tăng trước khi nó di chuyển lên bờ và trước khi trạm trán với vật nổ.

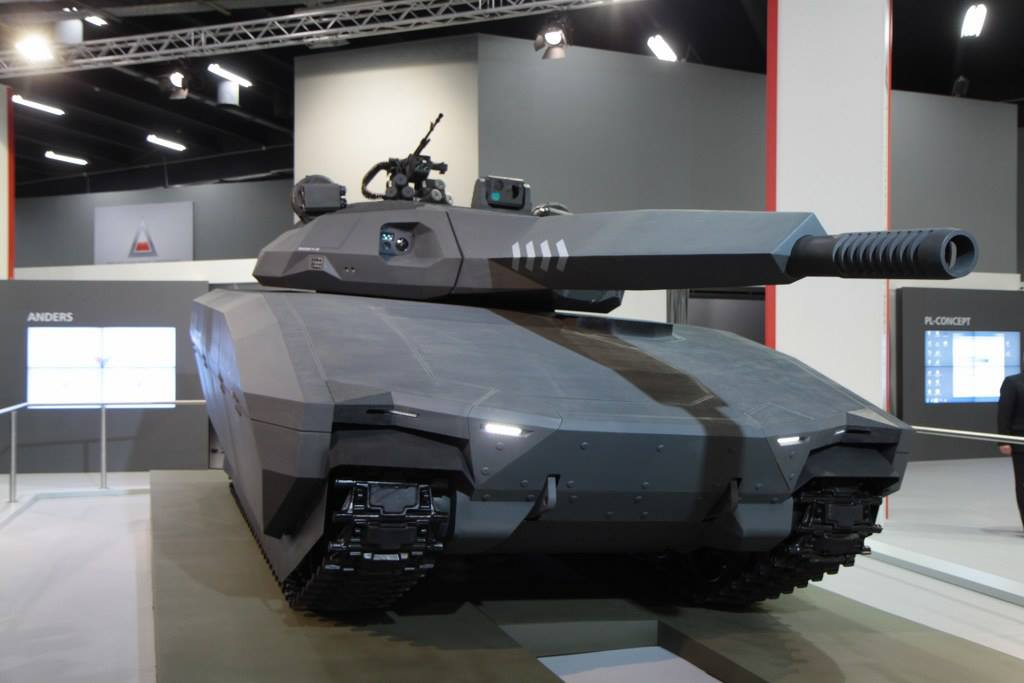
Một ví dụ của xe tăng hiện đại, chiếc PL-01 của Ba Lan.

### Vũ khí
Pháo đủ khả năng để đánh hạ một chiếc xe tăng hiện đại ở phạm vi hợp lý cần một phương tiện lớn để chuyên chở nó. Trọng lượng của pháo được đặc trưng bởi loại đạn và tốc độ rời nòng. Pháo cỡ đạn lớn trên tăng hạng nhẹ thường làm giảm vận tốc rời nòng của đạn và tăng trọng lượng xe tăng. Pháo loại này có hiệu quả chống lại những mục tiêu cận chiến nhưng thiếu sức mạnh và độ chính xác để gây hiệu quả lên những phương tiện nặng hơn đến từ xa. Thay vào đó, pháo tốc độ cao nòng dài hơn thường giảm số lượng đạn và kích cỡ nhằm tiết kiệm trọng lượng. Những pháo loại này thường thiếu sức phá để vô hiệu hoá đối thủ

### Tính cơ động

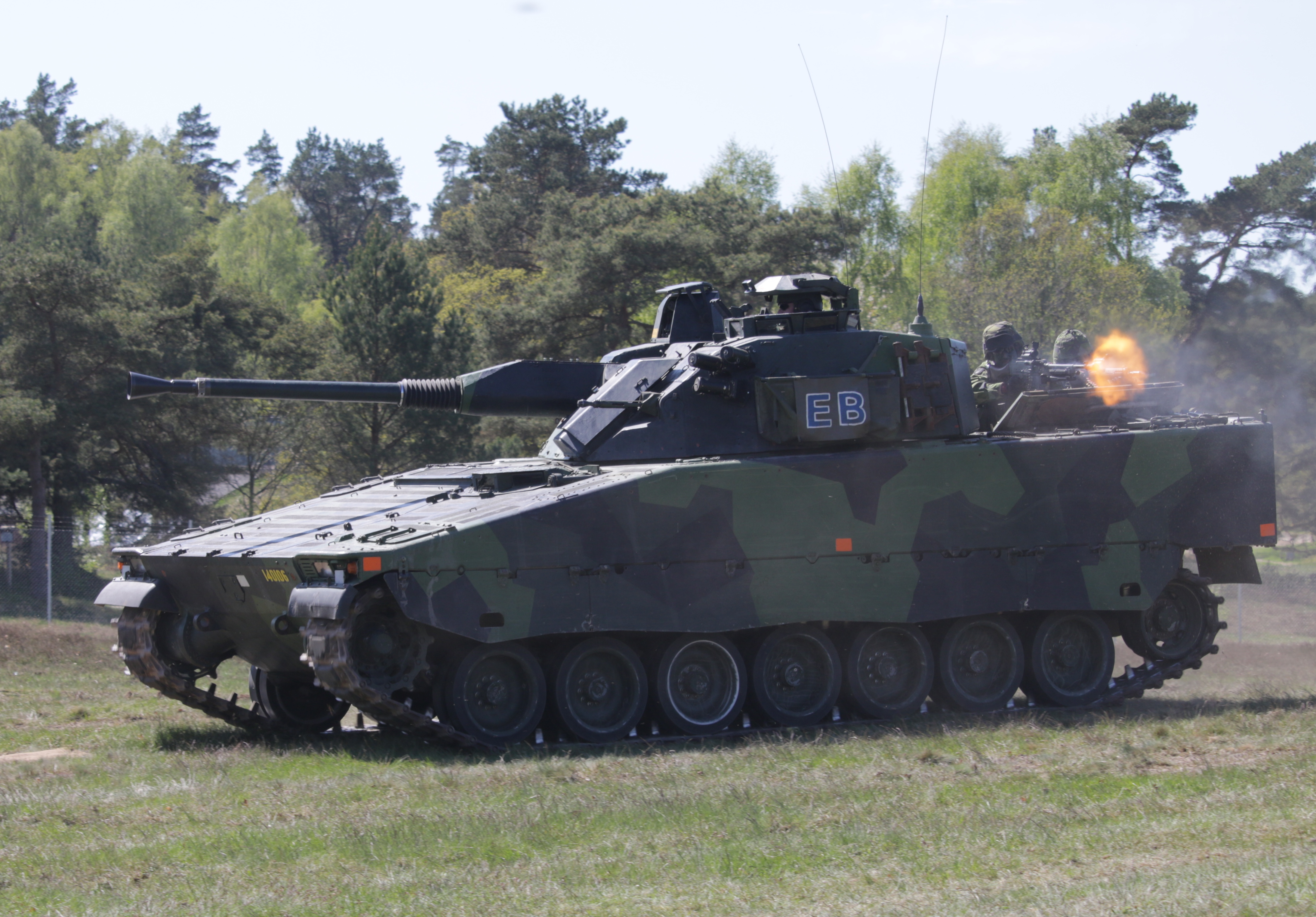
Xe tăng hạng nhẹ CV90 của Pháp

(hiện tại không còn dùng) sử dụng hệ thống dù thấp (LAPES).]]
Di chuyển chiến thuật
Một vài loại tăng hạng nhẹ như PT-76 có khả năng lội nước, đặc trưng khi vận hành trên nước là hệ thống phun nước hoặc bởi bánh xích của nó. Hầu hết xe tăng lội nước có trọng lượng thấp và thường dùng nhôm hợp kim làm vỏ giáp. Vài loại không cần điều chỉnh để vượt sông. Người lái chỉ đơn giản kéo tấm chặn bên hông, đậy nắm và mở bơm đáy, lên số cho truyền động qua nước. Thường, một cánh van được dựng lên để chặn nước khỏi ngập vào nắp. 
Di chuyển chiến lược
Một vài loại tăng hạng nhẹ như xe trinh sát bọc thép M551 Sheridan, có thể điều chỉnh cho tốc độ thả dù chậm từ máy bay chuyên chở. Với cách này, chiếc tăng được kéo thả bằng bộ phanh máng của máy bay và trượt tới điểm dừng. Tổ lái không ngồi trong xe tăng trong khi thả, nhưng nhảy dù từ một máy bay khác. Khi đáp, họ lên xe tăng và tháo dây, lái nó.